# Tat'jana Volosožar
Tat'jàna Andrèevna Volosožàr (in russo Татьяна Андреевна Волосожар?, in ucraino Тетяна Андріївна Волосожар?, traslitterazione anglosassone approssimata: Tatiana Andreеvna Volosozhar; Dnipropetrovs'k, 22 maggio 1986) è una pattinatrice artistica su ghiaccio ucraina naturalizzata russa.
Con il partner Maksim Tran'kov ha vinto tre campionati europei (2012, 2013 e 2014), un'edizione del Grand Prix e due campionati nazionali russi, oltre a due medaglie d'oro olimpiche a Soči 2014: una nella gara a squadre ed una nella competizione delle coppie di artistico. 
Con il precedente partner Stanislàv Moròzov ha vinto quattro campionati nazionali ucraini.

## Palmarès

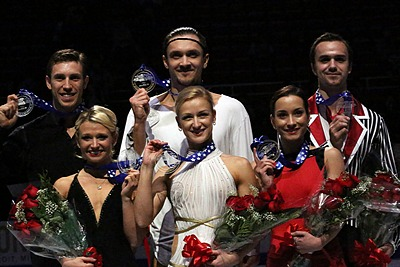
Volosozhar e Trankov a Skate America 2013

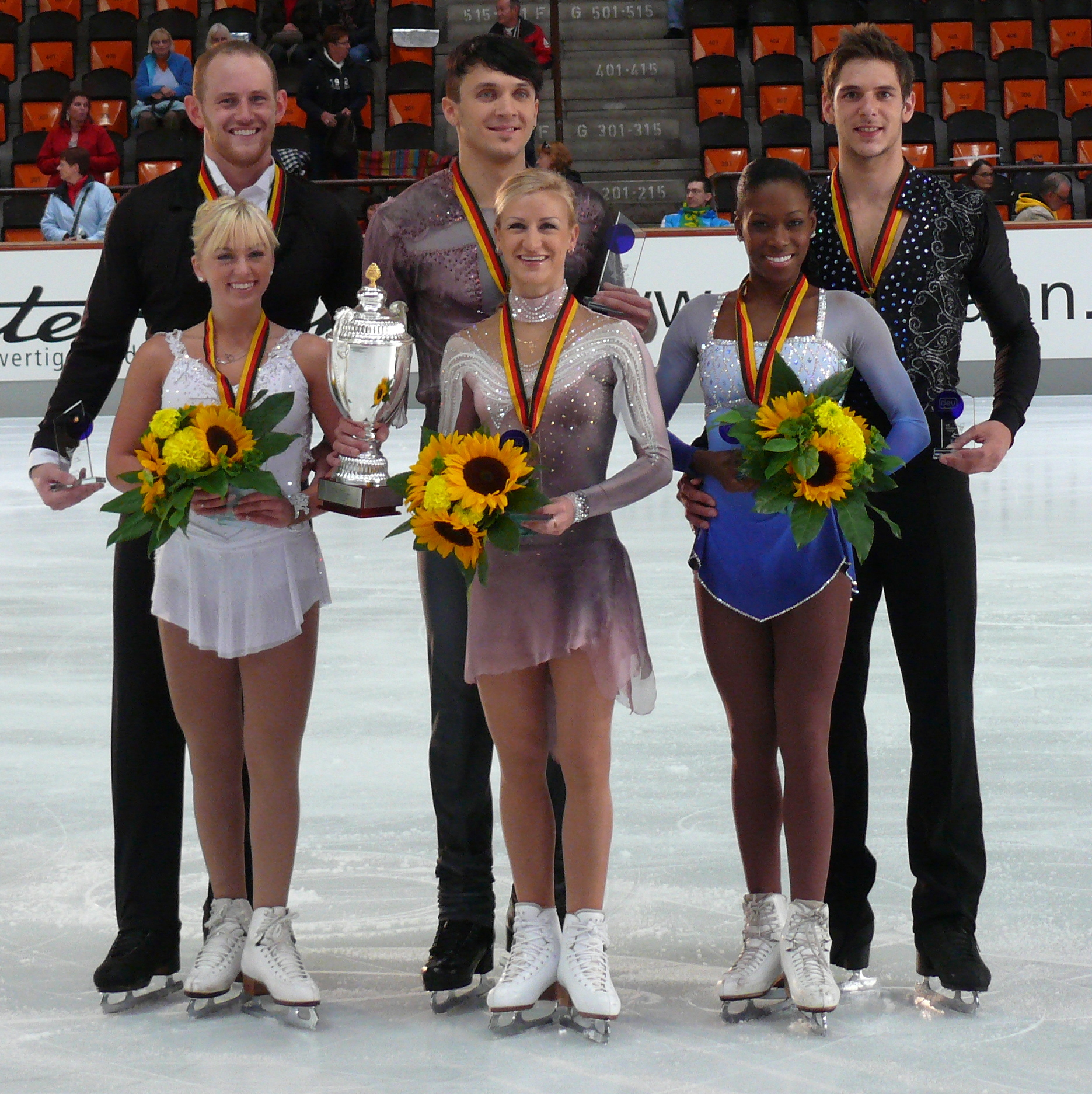
Volosozhar e Trankov al Nebelhorn Trophy 2012

### Con Trankov per la Russia
| Risultati | Risultati      | Risultati      | Risultati      | Risultati      | Risultati      | Risultati      | Risultati      |
| Internazionali | Internazionali | Internazionali | Internazionali | Internazionali | Internazionali | Internazionali | Internazionali |
| Evento | 2010–11        | 2011–12        | 2012–13        | 2013–14        | 2014–15        | 2015–16        | 2016–17        |
| --- | -------------- | -------------- | -------------- | -------------- | -------------- | -------------- | -------------- |
| Giochi olimpici invernali |                |                |                | 1°             |                |                |                |
| Campionati mondiali | 2°             | 2°             | 1°             |                |                | 6°             |                |
| Campionati europei |                | 1°             | 1°             | 1°             |                | 1°             |                |
| GP Finale |                | 2°             | 1°             | 2°             |                |                |                |
| GP Trophée Eric Bompard |                | 1°             |                |                |                | 1°             |                |
| GP Cup of China |                |                |                |                | R              |                |                |
| GP NHK Trophy |                |                |                | 1°             |                | R              |                |
| GP Rostelecom Cup |                |                | 1°             |                |                |                |                |
| GP Skate America |                |                | 1°             | 1°             | R              |                |                |
| GP Skate Canada |                | 1st            |                |                |                |                |                |
| Nebelhorn Trophy |                | 1°             | 1°             | 1°             |                | 1°             |                |
| Ondrej Nepela Trophy |                | 1°             |                |                |                |                |                |
| Mont Blanc Trophy | 1°             |                |                |                |                |                |                |
| Nazionali |                |                |                |                |                |                |                |
| Campionati russi | 1°             |                | 1°             |                |                | 1°             | R              |
| Eventi a squadre |                |                |                |                |                |                |                |
| Giochi olimpici invernali |                |                |                | 1° S 1° P      |                |                |                |
| World Team Trophy |                |                | 4° S 1° P      |                |                |                |                |
| GP = Grand Prix S = Risultato della squadra; P = Risultato personale; Medaglie assegnate solo per il risultato della squadra. |                |                |                |                |                |                |                |

### Con Morozov per l'Ucraina

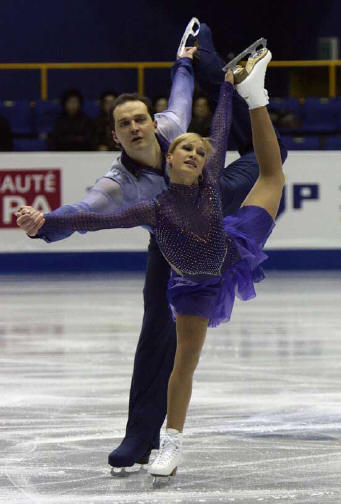
Volosozhar e Morozov alla finale del Grand Prix nella stagione 2008-09.

| Risultati                 | Risultati      | Risultati      | Risultati      | Risultati      | Risultati      | Risultati      |
| Internazionali            | Internazionali | Internazionali | Internazionali | Internazionali | Internazionali | Internazionali |
| Evento                    | 2004–05        | 2005–06        | 2006–07        | 2007–08        | 2008–09        | 2009–10        |
| ------------------------- | -------------- | -------------- | -------------- | -------------- | -------------- | -------------- |
| Giochi olimpici invernali |                | 12°            |                |                |                | 8°             |
| Campionati mondiali       | 10°            | 10°            | 4°             | 9°             | 6°             |                |
| Campionati europei        | 5°             |                | 5°             | 4°             | 4°             | 4°             |
| GP Finale                 |                |                |                |                | 4°             |                |
| GP Trophée Eric Bompard   |                |                |                | 5°             |                |                |
| GP Cup of China           |                |                |                |                | 2°             | 3°             |
| GP Cup of Russia          | 5°             |                |                |                | 3°             |                |
| GP NHK Trophy             |                |                |                | 4°             |                |                |
| GP Skate America          |                |                |                |                |                | 2°             |
| Karl Schäfer Memorial     |                | 1°             |                |                |                |                |
| Nebelhorn Trophy          |                |                |                |                | 3°             | 2°             |
| Universiadi               | 2°             |                | 2°             |                |                |                |
| Nazionali                 |                |                |                |                |                |                |
| Campionati ucraini        | 1°             |                | 1°             | 1°             |                | 1°             |
| GP = Grand Prix           |                |                |                |                |                |                |

### Con Petr Kharchenko per l'Ucraina

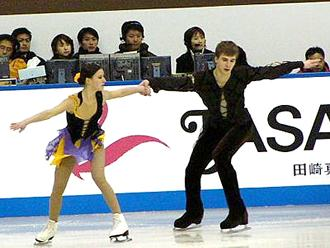
Volosozhar e Kharchenko all'NHK Trophy 2003.

| Results                                  | Results        | Results        | Results        | Results        |
| Internazionali                           | Internazionali | Internazionali | Internazionali | Internazionali |
| Evento                                   | 2000–01        | 2001–02        | 2002–03        | 2003–04        |
| ---------------------------------------- | -------------- | -------------- | -------------- | -------------- |
| Campionati mondiali                      |                |                | 17°            | 14°            |
| Campionati europei                       |                |                | 7°             | R              |
| GP Cup of China                          |                |                |                | 7°             |
| GP Cup of Russia                         |                |                | 9°             |                |
| GP NHK Trophy                            |                |                |                | 6°             |
| Internazionali: Junior                   |                |                |                |                |
| Campionati mondiali                      | 13°            | 10°            | 7°             | 5°             |
| JGP Finale                               |                | 7°             |                | 4°             |
| JGP Bulgaria                             |                |                |                | 2°             |
| JGP Repubblica Ceca                      |                | 3°             |                | 2°             |
| JGP Germania                             |                |                | 4°             |                |
| JGP Italia                               |                |                | 4°             |                |
| JGP Polonia                              |                | 2°             |                |                |
| Nazionali                                |                |                |                |                |
| Campionati ucraini                       | 4°             | 1° J.          | 2°             | 1°             |
| GP = Grand Prix; JGP = Junior Grand Prix |                |                |                |                |